# Maláj medve
A maláj medve (Helarctos malayanus) a ragadozók (Carnivora) rendjébe és a medvefélék (Ursidae) családba tartozó faj.
Nemének egyetlen képviselője. Korábban és olykor ma is az Ursus nembe sorolják.

## Megjelenése
1,2-1,5 méteres testhosszával és 27-80 kilogrammos testtömegével a legkisebb medvefaj. Marmagassága 70 centiméter, farka mindössze 3-7 centiméter hosszú. A hímek nagyobbak, mint a nőstények.
Fekete színű bundáján többnyire megtalálható a trópusi medvékre jellemző U alakú, világos színű folt, de nem minden egyednél. Sokan úgy vélik, hogy ez a folt a felegyenesedett testtartásban lévő medvét vizuálisan magasítja. A maláj medvénél a folt színe narancssárga, szemben a többi medve fehérjével, emiatt is kapta a Helarctos, vagyis „napmedve” elnevezést.

## Elterjedése
Ázsia déli területein él. Elterjedési területe kiterjed India északkeleti részére (Asszám állam) Bangladesre, Burmára, Thaiföldre, Kína déli részére (Jünnan és Szecsuan tartomány) valamint Vietnám, Laosz, Kambodzsa, Malajzia, Szumátra és Borneó területére.
Kizárólag alacsonyan fekvő trópusi esőerdőkben él. Rövid, de sűrű bundája és kis termete egyaránt a trópusi élőhelyhez való alkalmazkodását mutatja.

## Alfajai
Két elismert alfaj van:
- Helarctos malayanus malayanus – ez az alfaj él az elterjedési terület java részén
- Helarctos malayanus euryspilus – Borneói maláj medve, ez az alfaj kizárólag Borneó szigetén honos

## Életmódja
Nagyon ügyesen mászik fákra, azonban a járása a földön kissé esetlennek tűnik, mind a négy lábfejét elfordítja menet közben. Elsősorban nappal aktív, de csak a háborítatlan vidékeken. Máshol az emberi tevékenység hatására áttért az éjszakai életmódra. Nappal gyakran pihen a fákon napfürdőzve, 2-7 méteres magasságban.
A legtöbb medvéhez hasonlóan, ez a faj is mindenevő, ám nagy mennyiségben fogyaszt növényi táplálékot is. Állatok közül is az ízeltlábúak a kedvencei, melyeket hosszú nyelvével ér a fák odvaiban, vagy a termeszvárakban. A mézet szintén nagyon szereti. Kisebb gerinceseket, gyíkokat, madarakat és rágcsálókat egyaránt fogyaszt, de a dögre is rájár. A mezőgazdasági területek gyarapodásával egyre többször rájár a termesztett növényekre is, például a banánültetvényeket dézsmálja előszeretettel. Azonban a táplálkozási szokásaival jelentős hasznot is hajt.
Kis termete ellenére tud vad is lenni. Ha a vadonban az ember inzultálja, főként, ha a kölykeit fenyegetve érzi, akkor vad támadással reagálhat, ám a medvefarmokból (ahol a medve epe levétele miatt tartják az állatokat) mentett, fogságban élő medvék a rehabilitáció után együttműködőek, szociálisak és igen játékosak. Élőhelyének csúcsragadozói, tigrisek, leopárdok és óriáskígyók számára kemény ellenfél lehet, fordulékonyságának köszönhetően még akkor is meg tudja harapni támadóját, ha az már fölébe került. Ennek ellenére több esetet is feljegyeztek, amikor maláj medve kockás pitonnak esett áldozatául, a kutatók feltételezése szerint azok álmukban lepték meg áldozataikat.

## Szaporodása
Azon kívül, hogy magányosan él, nem sokan tudunk a szociális és szaporodási viselkedéséről. A vemhessége megközelítőleg 95 napig tart, de azt is megfigyelték állatkertekben, hogy időnként a megtermékenyített petesejt beágyazódása késlekedhet, így 174-240 nap is eltelhet a bocsok megszületéséig. Rendszerint 1-2, ritkán 3-4 vak, kopasz és gyámoltalan utóda születik, mindössze 300–325 gramm súllyal. A bocsok felnőttkori méretük eléréséig maradnak anyjukkal. Körülbelül 3 évesen válnak ivaréretté. Az élettartamukról szintén kevés az információ, állatkertekben akár 24 évig is élhetnek.

## Természetvédelmi helyzete
Legfőbb ellensége kétségkívül az ember. A hagyományos kínai orvoslás a maláj medve testrészeinek is gyógyító erőt tulajdonít, amely kíméletlen vadászatához vezetett. Az élőhelyének elvesztése szintén jelentős probléma, ami állományát veszélyezteti. Ezenkívül viszonylag gyakran tartják házi kedvencként Délkelet-Ázsiában. A fiatal bocsból azonban kifejlett korára kiszámíthatatlan állat lesz, ezért többnyire megölik és testrészeiből gyógyhatásúnak vélt készítményeket készítenek. Ezenkívül húsa is keresett, elsősorban a Délkelet-Ázsiába látogató kínai és dél-koreai turisták fogyasztják szívesen.
Így ma már a maláj medve számít az egyik legveszélyeztetettebb medvefajnak. Indiából talán már ki is halt és Kínában is a kihalás küszöbére jutott. Délkelet-Ázsia országaiban is helyenként nagyon lecsökkentek állományai. Állománybecsléseket nem végeztek az utóbbi időkben, így a populációk összlétszámáról nincsenek értékelhető adatok. Ezért korábban a Természetvédelmi Világszövetség nem tudta pontosan megítélni a veszélyeztetettség fokát, ezért az „adathiányos” kategóriába sorolta. 2007 őszén besorolták a fajt a "sérülékeny" kategóriába, mert az élőhelyvesztés és a vadászat jól érzékelhetően lecsökkentette állományát. A CITES egyes függelékében szereplő faj.
Állatkertekben kedvelt fajnak számít, ám kiszámíthatatlansága veszélyessé teheti. Ezenkívül, mivel trópusi vidékekről származik és az összes medvefaj közül ennek a fajnak a legrövidebb a szőre, télen feltétlenül fűtött házra van szüksége. Emiatt a mérsékelt égövben csak a gazdagabb állatkertekben láthatunk maláj medvét. Magyarországon csak a Nyíregyházi Állatparkban tartanak maláj medvéket.

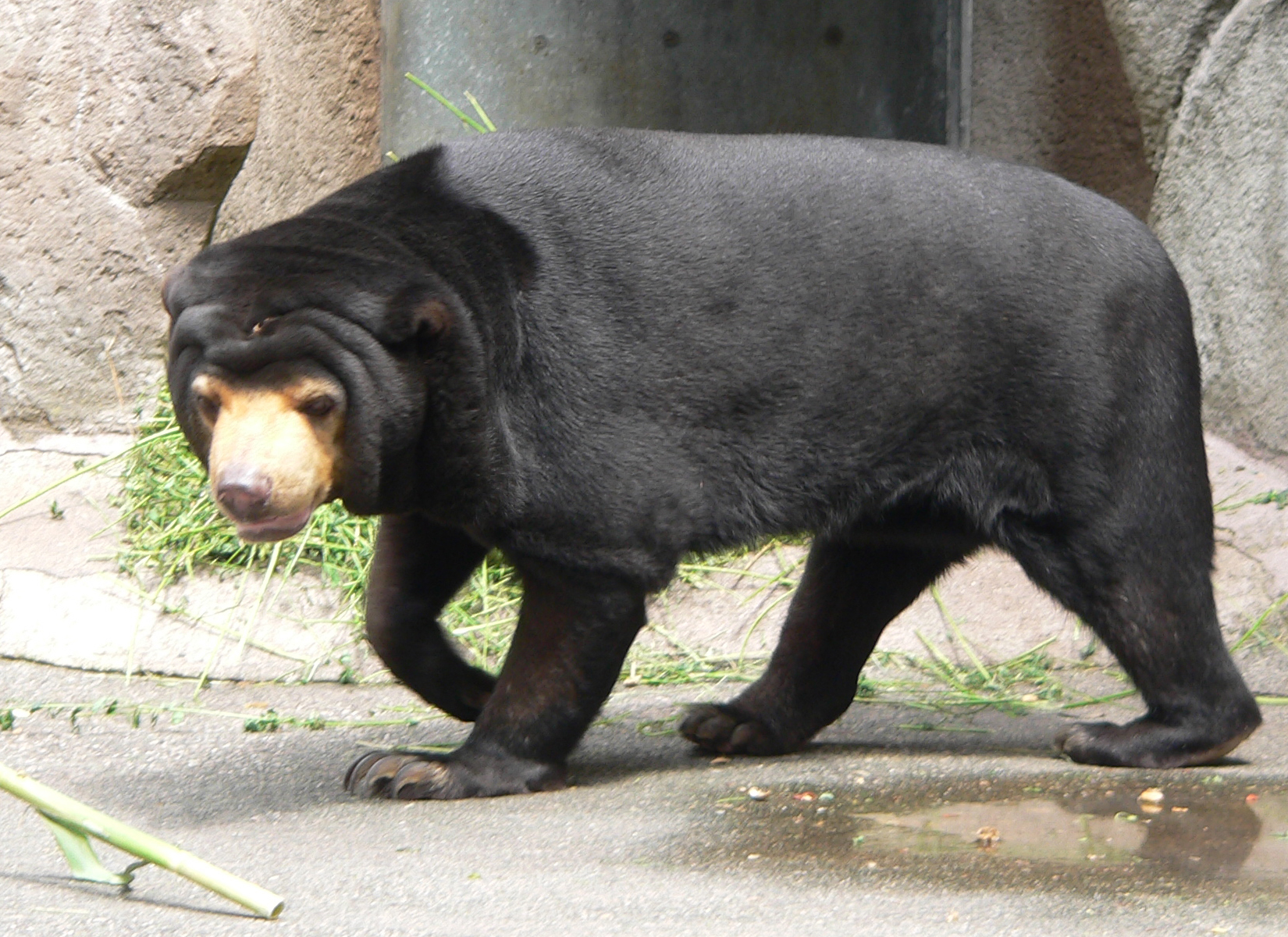
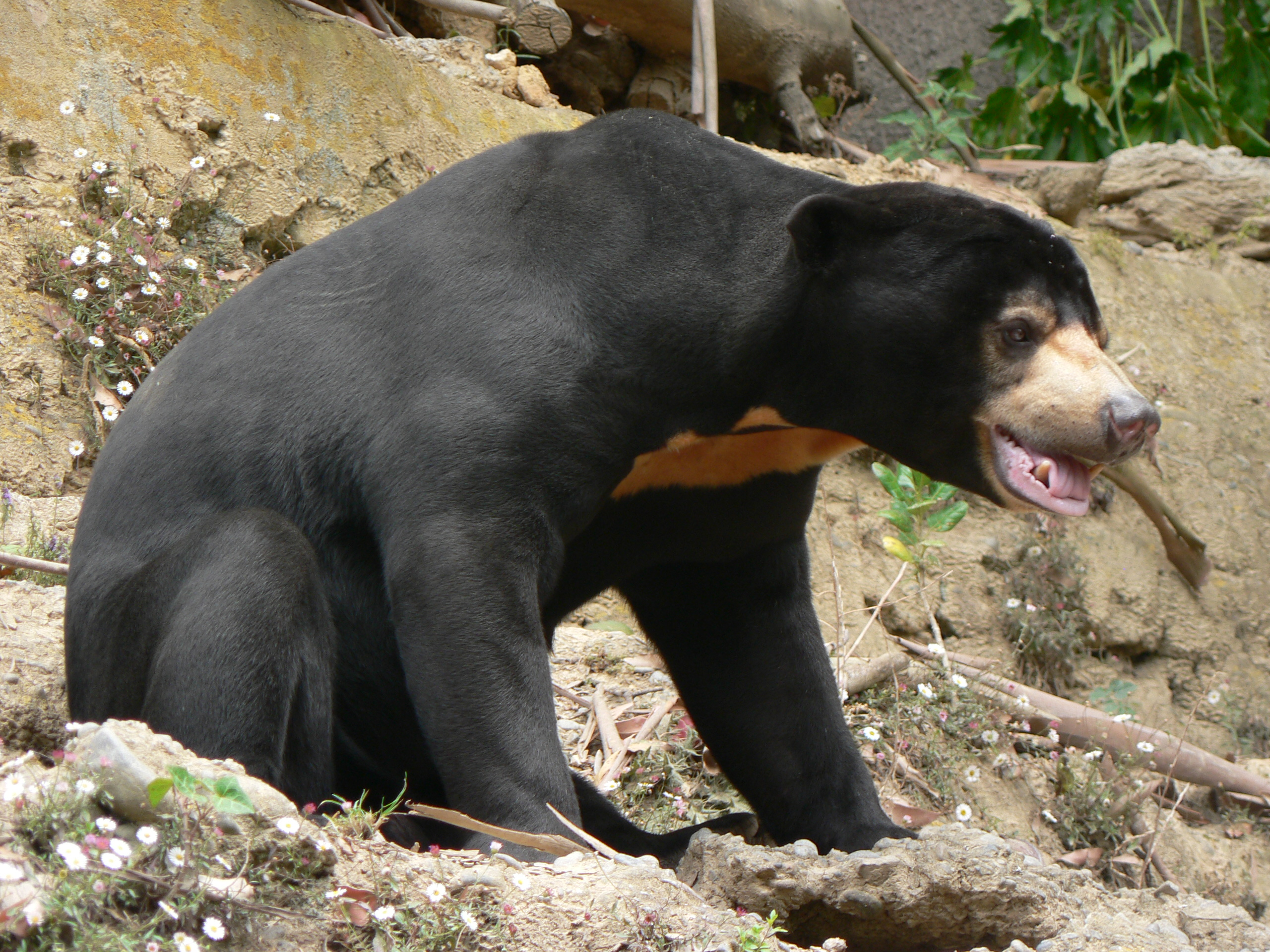
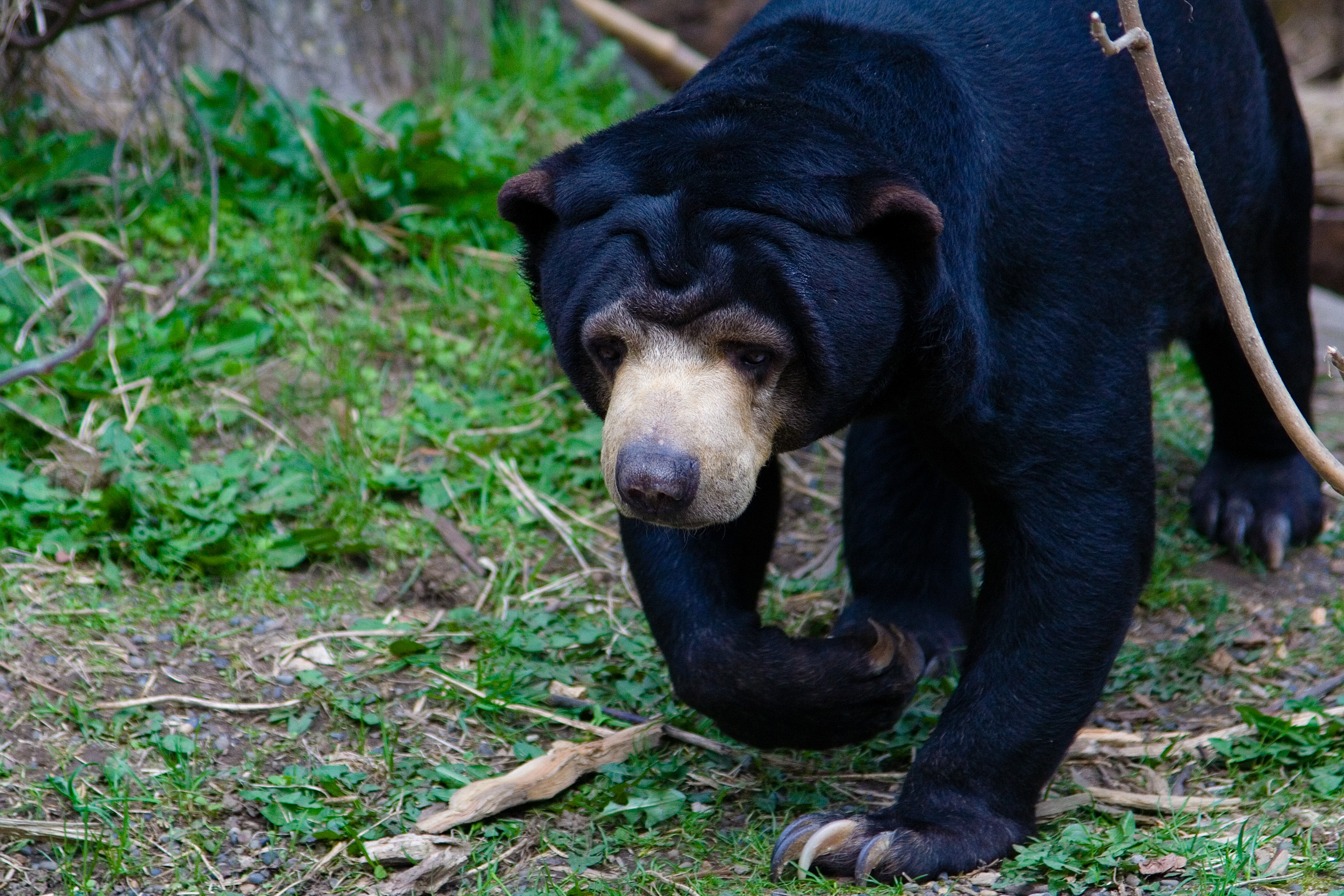